# قطعنامه ۱۹۶۲ شورای امنیت
قطعنامه  ۱۹۶۲ شورای امنیت سازمان ملل متحد که در تاریخ ۲۰ دسامبر ۲۰۱۰ تصویب شد، سندی بین‌المللی دربارهٔ بررسی وضعیت ساحل عاج است. این قطعنامه طی نشست ۶۴۵۸ام با ۱۵ رای موافق، ۰ مخالف و ۰ ممتنع تصویب شد.